# Coelotes jucundus
Coelotes jucundus är en spindelart som beskrevs av Chen och Zhao 1997. Coelotes jucundus ingår i släktet Coelotes och familjen mörkerspindlar. Inga underarter finns listade i Catalogue of Life.